# Caussade
Caussade é uma comuna francesa na região administrativa da Occitânia, no departamento de Tarn-et-Garonne. Estende-se por uma área de 45.73 km², e possui 6.835 habitantes, segundo o censo de 2018, com uma densidade de 150 hab/km².